# Tio Cipot
Tio Cipot, né le 20 avril 2003 à Murska Sobota en Slovénie est un footballeur slovène. Il joue au poste de milieu central au Grazer AK.

## Biographie

### En club
Né à Murska Sobota en Slovénie, Tio Cipot est formé au NŠ Mura. Il joue son premier match en professionnel le 19 juillet 2020, lors d'une rencontre de championnat face au NK Aluminij. Il entre en jeu à la place de Amadej Maroša (en), et les deux équipes se neutralisent (1-1 score final). 
Lors de la saison 2020-2021, Cipot remporte le championnat de Slovénie. Le NŠ Mura étant sacré pour la première fois de son histoire,.
Le 13 juillet 2022, Tio Cipot prolonge son contrat avec le NŠ Mura jusqu'en juin 2026.
Le 19 janvier 2023, Tio Cipot rejoint l'Italie pour s'engager en faveur du Spezia Calcio. Il signe un contrat courant jusqu'en juin 2027.
Le 28 juin 2024, Tio Cipot rejoint le Grazer AK sous la forme d'un prêt d'une saison. Le club vient tout juste d'être promu en première division autrichienne,.

### En sélection
Tio Cipot représente l'équipe de Slovénie des moins de 19 ans. Il joue son premier match avec cette sélection le 4 septembre 2021, lors d'une victoire des Slovènes contre la Russie (0-2 score final).
Le 28 septembre 2022, Tio Cipot fait sa première apparition avec l'équipe de Slovénie espoirs contre la Bosnie-Herzégovine. Il est titularisé au poste d'ailier gauche et se fait remarquer en marquant ses deux premiers buts avec les espoirs, mais son équipe s'incline tout de même par trois buts à deux. 

## Vie privée
Tio Cipot est le fils de Fabijan Cipot, ancien footballeur international slovène. Son frère, Kai Cipot, est également footballeur professionnel et formé par le NŠ Mura.

## Palmarès
NŠ Mura
- Champion de Slovénie
  - 2020-2021